# Marina Shafir
Marina Shafir (Soroca, Moldavia; 14 de abril de 1988) es un artista marcial mixto y luchadora profesional moldava.
Dentro de las artes marciales mixtas, Shafir tiene un récord de 6 victorias, todas ellas por sumisión, y 2 derrotas.

## Carrera como luchadora profesional

### WWE (2018-2021)
El 7 de mayo de 2018, WWE anunció que Shafir, junto con Jessamyn Duke, habían firmado un contrato y se presentaron para su entrenamiento en el Performance Center. A partir de esto, Shafir empezó a aparecer junto a Ronda Rousey, Shayna Baszler y Jessamyn Duke como las Four Horsewomen de MMA, donde tuvo algunos careos con las Four Horsewomen de WWE (Charlotte Flair, Becky Lynch, Sasha Banks y Bayley). El 26 de julio en un house show de NXT, Shafir hizo su debut formando equipo con Nikki Cross donde ambas derrotaron a Rhea Ripley y Aliyah.
En Evolution, Shafir y Duke hicieron su debut en la WWE como heels cuando interfirieron durante la lucha por el Campeonato Femenino de NXT, en el que ayudaron a su compañera Shayna Baszler a ganar el título sobre Kairi Sane. Posteriormente, tanto Shafir como Duke se presentarían como aliadas de Baszler. En NXT TakeOver: WarGames II, interfirieron durante la lucha por el Campeonato Femenino de NXT entre Baszler y Sane, donde la primera retuvo el título.
En el NXT del 23 de octubre, junto a Jessamyn Duke se enfrentaron a Team Kick (Tegan Nox & Dakota Kai) por una oportunidad por los Campeonatos Femeninos en Parejas de la WWE de The Kabuki Warriors (Asuka & Kairi Sane) para la siguiente semana en NXT, sin embargo perdieron.
Después de varios meses de inactividad, Duke regresó a WWE TV el 17 de agosto de 2020, en el segmento de Raw Underground, reuniéndose con Baszler y Duke.
El 20 de enero de 2021 fue anunciada para participar en el primer Dusty Rhodes Tag Team Classic de mujeres, pero en lugar de participar con su compañera habitual (Jessamyn Duke) lo hará con la debutante Zoey Stark.
El 25 de junio de ese año, se informó que Shafir fue liberada de su contrato con la WWE.

### All Elite Wrestling (2021-presente)
En el episodio del 14 de diciembre de 2021 de Dark, Shafir hizo su debut en All Elite Wrestling (AEW), donde fue derrotada por Kris Statlander. Después de una racha ganadora de seis combates, en el episodio del 22 de abril de 2022 de Rampage, Shafir desafió a Jade Cargill por el Campeonato TBS de AEW en un esfuerzo fallido. El 8 de junio en Dynamite, Shafir se enfrentó a Thunder Rosa por el Campeonato Mundial Femenino de AEW, pero fue derrotada.
Desde junio de 2022, Shafir se asoció con Nyla Rose. En el episodio del 9 de agosto de Dark, Vickie Guerrero, la mánager de Rose, presentó a ambas como "The Beasts of Burden". En el episodio del 10 de enero de 2023 de Dark, Shafir desafió a Athena por el Campeonato Mundial Femenino de ROH, perdiendo el combate.

## Carrera como artista marcial mixta

### Carrera temprana
La primera pelea de Shafir fue en Premier FC 9: Battle to the Belt, donde venció por sumisión a Denise Goddard. En Premier FC 12, derrotó por sumisión a Becky Lewis.
En Tuff-N-Uff - Mayhem in Mesquite 2, derrotó a Danielle Mack por sumisión, siendo su segundo récord. En Tuff-N-Uff - Future Stars of MMA, venció a Tabitha Patterson por sumisión. En U of MMA – Fight Night 5, derrotó a Nicole Upshaw por sumisión.
En abril de 2014, Shafir derrotó a Chandra Engel por sumisión; y en agosto, perdió ante Amanda Bell por KO, siendo su primera derrota. 

### Invicta Fighting Championships
Al año siguiente, Shafir firmó con Invicta Fighting Championships. En Invicta FC 13: Cyborg vs. Van Duin, debutó siendo derrotada por Amber Leibrock por KO.

## Récord en artes marciales mixtas
| Resultado | Récord | Oponente          | Método                                  | Evento                             | Fecha                   | Ronda | Tiempo | Localización                            | Notas |
| --------- | ------ | ----------------- | --------------------------------------- | ---------------------------------- | ----------------------- | ----- | ------ | --------------------------------------- | ----- |
| Derrota   | 6–2    | Amber Leibrock    | KO (puños)                              | Invicta FC 13: Cyborg vs. Van Duin | 9 de julio de 2015      | 1     | 0:37   | Las Vegas, Nevada, Estados Unidos       |       |
| Derrota   | 6–1    | Amanda Bell       | KO (puños)                              | Chaos at the Casino 5              | 10 de agosto de 2014    | 1     | 0:37   | Inglewood, California, Estados Unidos   |       |
| Victoria  | 6–0    | Chandra Engel     | Sumisión (armbar)                       | Chaos at the Casino 4              | 12 de abril de 2014     | 1     | 1:57   | Inglewood, California, Estados Unidos   |       |
| Victoria  | 5–0    | Nicole Upshaw     | Sumisión (armbar)                       | U of MMA – Fight Night 5           | 9 de febrero de 2014    | 1     | 1:53   | Los Ángeles, California, Estados Unidos |       |
| Victoria  | 4–0    | Tabitha Patterson | Sumisión (arco-triángulo estrangulador) | Tuff-N-Uff - Future Stars of MMA   | 29 de noviembre de 2013 | 1     | 0:59   | Las Vegas, Nevada, Estados Unidos       |       |
| Victoria  | 3–0    | Danielle Mack     | Sumisión (armbar)                       | Tuff-N-Uff - Mayhem in Mesquite 2  | 23 de marzo de 2013     | 1     | 0:59   | Mesquite, Nevada, Estados Unidos        |       |
| Victoria  | 2–0    | Becky Lewis       | Sumisión (armbar)                       | Premier FC 12                      | 17 de noviembre de 2012 | 1     | 2:03   | Albany, Nueva York, Estados Unidos      |       |
| Victoria  | 1–0    | Denise Goddard    | Sumisión (armbar)                       | Premier FC 9: Battle to the Belt   | 20 de mayo de 2012      | 1     | 0:44   | Holyoke, Massachusetts, Estados Unidos  |       |

## Vida personal
- En 2015, Shafir empezó una relación amorosa con Roderick Strong, con quien se casó en noviembre de 2018.
- El 24 de abril de 2017, Shafir dio a luz a su primer hijo, Troy Benjamin Lindsey[5]
- Dentro del stable de la MMA The Four Horsewoman, Shafir es miembro junto a Ronda Rousey, Shayna Baszler y Jessamyn Duke.
- Shafir es judía.[6]